# Одногнёздка
Одногнёздка (лат. Aphragmus) — род растений семейства Капустные (Brassicaceae). Включает 17 видов, из которых только 12 признаны. Единственный род в трибе Aphragmeae.

## Ботаническое описание
Небольшие многолетние травы, ветвистые у основания, голые или опушены очень короткими простыми волосками.
Листья простые, нижние сидячие, обычно продолговато-лопатчатые, верхние, часто с цветками в пазухах, голые, в основном цельные, мясистые. Плотные соцветия — короткие кисти. Цветки очень мелкие белые или бледно-лиловые; цветоножки на плодах тонкие, восходящие или приподнятые. Чашелистики прямостоячие. Лепестки вдвое длиннее чашелистиков, обратнояйцевидно-продолговатые. Прицветники закрывают бутоны и распускающиеся цветки.
Плод стручок, овальной, продолговатой или эллиптической формы. Створки стручка почти плоские, семена расположены в два ряда, яйцевидные, немногочисленные, во влажном состоянии неслизистые, висячие на очень длинных нитевидных семяножках, превышающих длину семени.

## Таксономия
Название рода предложил и описал Антон Лукьянович Андржейовский, было опубликовано Огюстеном Декандолем в книге «Prodromus Systematis Naturalis Regni Vegetabilis» 1: 209–210. 1824 [1824].

## Виды
Список видов по состоянию на сентябрь 2013 года:
- Aphragmus bouffordii Al-Shehbaz
- Aphragmus eschscholtziana Andrz. ex DC.
- Aphragmus himalaicus O.E.Schulz
- Aphragmus hinkuensis (Kats.Arai, H.Ohba & Al-Shehbaz) Al-Shehbaz & Warwick
- Aphragmus hobsonii (H.Pearson) Al-Shehbaz & Warwick
- Aphragmus involucratus (Bunge) O.E.Schulz — Одногнёздка обвёрнутая
- Aphragmus ladakianus Al-Shehbaz
- Aphragmus nepalensis (H.Hara) Al-Shehbaz
- Aphragmus obscurus (Dunn) O.E.Schulz
- Aphragmus ohbana (Al-Shehbaz & Kats.Arai) Al-Shehbaz & Warwick
- Aphragmus oxycarpus (Hook.f. & Thomson) Jafri
- Aphragmus serpens (W.W.Sm.) Al-Shehbaz & Warwick